# Chefia
Chefia là một đô thị thuộc tỉnh El Tarf, Algérie. Dân số thời điểm năm 2002 là 7.45 người.